# 貝伊科茲
貝伊科茲（Beykoz）是土耳其伊斯坦堡的39個區之一，位於博斯普魯斯海峽以東的亞洲部份，薩勒耶爾區的對岸。面積313平方公里，人口246,110人。

貝伊科茲